# Чемпионат Европы по водным видам спорта 2010

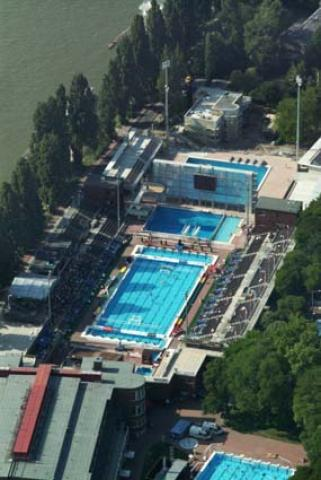
Плавательный комплекс на острове Маргит в Будапеште, где проходят соревнования

XXX чемпионат Европы по водным видам спорта проходил в Будапеште и Балатонфюреде (Венгрия) с 4 по 15 августа 2010 года. Будапешт 4-й раз в истории принимал чемпионат Европы по водным видам спорта после 1926 (самого первого чемпионата), 1958 и 2006 годов. Чаще этот чемпионат не принимал ни один город.
В программе соревнований плавание (40 комплектов наград), прыжки в воду (10 комплектов наград), синхронное плавание (4 комплекта наград) и плавание на открытой воде (7 комплектов наград). Всего разыгрывается 61 комплект наград. По сравнению с прошлым чемпионатом Европы в Эйндховене программа соревнований изменений не претерпела, однако тогда награды в плавании на открытой воде разыгрывались отдельно. Из нововведений в организации соревнований по плаванию, кроме текстильных костюмов для пловцов, — новый тип стартовых тумбочек с возвышением и коробки с водой, из которых спортсмены могут ополоснуться перед стартом.
Соревнования по плаванию, прыжкам в воду и синхронному плаванию проходили в бассейне им. Альфреда Хайоша на острове Маргит на Дунае в центре Будапешта. Там же проходили и чемпионаты Европы в 1958 и 2006 годах. Соревнования по плаванию на открытой воде проходили на озере Балатон, близ курорта Балатонфюред.
В соревнованиях принимали участие 969 спортсменов из 43 стран: 591 в плавании, 151 в синхронном плавании, 117 в прыжках в воду, 110 в плавании на открытой воде.
Представители 20 стран сумели завоевать награды, и 15 из них выиграли хотя бы одно золото. В общем медальном зачёте победила сборная России, завоевавшая 28 наград, 13 из которых — золотые. Россияне были единственными, кто выиграл золото во всех 4 дисциплинах чемпионата.
Героиней чемпионата стала российская синхронистка Наталья Ищенко, которая выиграла золото во всех 4 видах программы синхронного плавания. 3 золота было на счету Светланы Ромашиной. 4 медали выиграла испанская синхронистка Андреа Фуэнтес, все — серебряные.
В прыжках в воду отличился немец Патрик Хаусдинг: он сумел завоевать награды во всех 5 видах мужской программы — 2 золота и 3 серебра.
В плавании 3 золота выиграл 25-летний француз Камиль Лакур. 3 золота и 1 серебро выиграла венгерка Катинка Хошсу. 5 медалей было на счету 20-летней британки Франчески Холсолл — 2 золота, 2 серебра и 1 бронза. Также 5 наград завоевала знаменитая шведка Терезе Альсхаммар — 2 золота, 1 серебро и 2 бронзы, доведя общее число своих наград только с чемпионатов Европы по водным видам спорта до 21. На дистанции 50 м вольным стилем Альсхаммар выиграла медаль на восьмом чемпионате Европы подряд, всего на её счету в этой дисциплине с 1997 года 4 золота, 2 серебра и 2 бронзы.
Единственный новый рекорд Европы в плавании установил Камиль Лакур на дистанции 100 м на спине — 52,11 сек.

## Общий медальный зачёт
(Жирным выделено самое большое количество медалей в своей категории, принимающая страна также выделена)
| Общее количество медалей | Общее количество медалей | Общее количество медалей | Общее количество медалей | Общее количество медалей | Общее количество медалей |
| Место                    | Страна                   | Золото                   | Серебро                  | Бронза                   | Всего                    |
| ------------------------ | ------------------------ | ------------------------ | ------------------------ | ------------------------ | ------------------------ |
| 1                        | Россия                   | 13                       | 7                        | 8                        | 28                       |
| 2                        | Германия                 | 8                        | 9                        | 3                        | 20                       |
| 3                        | Франция                  | 8                        | 8                        | 7                        | 23                       |
| 4                        | Великобритания           | 6                        | 6                        | 7                        | 19                       |
| 5                        | Италия                   | 6                        | 5                        | 6                        | 17                       |
| 6                        | Венгрия                  | 6                        | 4                        | 4                        | 14                       |
| 7                        | Швеция                   | 3                        | 4                        | 4                        | 11                       |
| 8                        | Украина                  | 3                        | 2                        | 4                        | 9                        |
| 9                        | Дания                    | 2                        | 2                        | 2                        | 6                        |
| 10                       | Испания                  | 1                        | 4                        | 4                        | 9                        |
| 11                       | Нидерланды               | 1                        | 2                        | 4                        | 7                        |
| 12                       | Норвегия                 | 1                        | 2                        | 0                        | 3                        |
| 13                       | Греция                   | 1                        | 1                        | 3                        | 5                        |
| 14                       | Беларусь                 | 1                        | 1                        | 2                        | 4                        |
| 15                       | Польша                   | 1                        | 0                        | 1                        | 2                        |
| 16                       | Австрия                  | 0                        | 2                        | 0                        | 2                        |
| 17                       | Фареры                   | 0                        | 1                        | 0                        | 1                        |
| 17                       | Румыния                  | 0                        | 1                        | 0                        | 1                        |
| 17                       | Ирландия                 | 0                        | 1                        | 0                        | 1                        |
| 20                       | Израиль                  | 0                        | 0                        | 2                        | 2                        |

## Плавание
- ER — рекорд Европы
- CR — рекорд чемпионатов Европы по водным видам спорта

### Мужчины

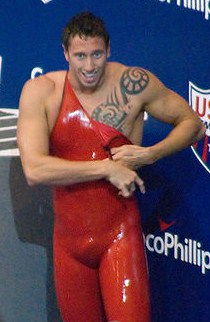
Фред Буске выиграл в Будапеште 2 золота и 1 серебро (фото 2009 года)

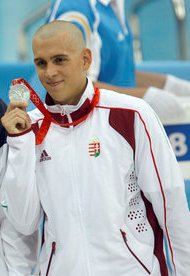
Ласло Чех выиграл обе дистанции комплексным плаванием (фото 2008 года)

| Дисциплина                     | Золото | Серебро | Бронза                                                                                              |  |  |  |
| 50 м вольный стиль             | Фредерик Буске — 21,49 Франция | Стефан Нюстранд — 21,69 Швеция | Фабьян Жило — 21,76 Франция                                                                         |  |  |  |
| 100 м вольный стиль            | Ален Бернар — 48,49 Франция | Евгений Лагунов — 48,52 Россия | Вильям Мейнар — 48,56 Франция                                                                       |  |  |  |
| 200 м вольный стиль            | Пауль Бидерман — 1:46,06 Германия                                                                                                 | Никита Лобинцев — 1:46,51 Россия | Себастиан Версхюрен — 1:46,91 Нидерланды                                                            |  |  |  |
| 400 м вольный стиль            | Янник Аньель — 3:46,17 Франция | Пауль Бидерман — 3:46,30 Германия | Гергё Киш — 3:48,14 Венгрия                                                                         |  |  |  |
| 800 м вольный стиль            | Себастьян Руо — 7:48,28 CR Франция                                                                                                | Кристиан Кубуш — 7:49,12 Германия | Самуэль Пиццетти — 7:49,94 Италия                                                                   |  |  |  |
| 1500 м вольный стиль           | Себастьян Руо — 14:55,17 Франция                                                                                                  | Паль Йенсен — 14:56,90 Фареры | Самуэль Пиццетти — 14:59,76 Италия                                                                  |  |  |  |
|                                | | | |  |  |  |
| 50 м на спине                  | Камиль Лакур — 24,07 Франция | Лиам Тэнкок — 24,70 Великобритания | Гай Барнеа — 25,04 Израиль                                                                          |  |  |  |
| 100 м на спине                 | Камиль Лакур — 52,11 ER Франция                                                                                                   | Жереми Стравьюс — 53,44 Франция | Лиам Тэнкок — 53,86 Великобритания                                                                  |  |  |  |
| 200 м на спине                 | Станислав Донец — 1:57,18 Россия                                                                                                  | Маркус Роган — 1:57,31 Австрия | Бенжамен Стасюлис — 1:57,37 Франция                                                                 |  |  |  |
|                                | | | |  |  |  |
| 50 м брасс                     | Фабио Скоццоли — 27,38 Италия | Драгош Агаке — 27,47 Румыния | Леннарт Стекеленбург — 27,51 Нидерланды                                                             |  |  |  |
| 100 м брасс                    | Александр Дале Оен — 59,20 СR Норвегия                                                                                            | Юг Дюбоск — 1:00,15 Франция | Фабио Скоццоли — 1:00,41 Италия                                                                     |  |  |  |
| 200 м брасс                    | Даниель Дьюрта — 2:08,95 CR Венгрия                                                                                               | Александр Дале Оен — 2:09,68 Норвегия | Юг Дюбоск — 2:11,03 Франция                                                                         |  |  |  |
|                                | | | |  |  |  |
| 50 м баттерфляй                | Рафаэль Муньос Перес — 23,17 Испания                                                                                              | Фредерик Буске — 23,41 Франция | Евгений Коротышкин — 23,43 Россия                                                                   |  |  |  |
| 100 м баттерфляй               | Евгений Коротышкин — 51,73 CR Россия                                                                                              | Йоэри Верлинден — 51,82 Нидерланды | Конрад Черняк — 52,16 Польша                                                                        |  |  |  |
| 200 м баттерфляй               | Павел Корженёвский — 1:55,00 Польша                                                                                               | Николай Скворцов — 1:56,13 Россия | Иоаннис Дримонакос — 1:57,10 Греция                                                                 |  |  |  |
|                                | | | |  |  |  |
| 200 м комплекс                 | Ласло Чех — 1:57,73 CR Венгрия | Маркус Роган — 1:58,03 Австрия | Джо Робук — 1:59,46 Великобритания                                                                  |  |  |  |
| 400 м комплекс                 | Ласло Чех — 4:10,95 Венгрия | Давид Веррасто — 4:12,96 Венгрия | Галь Нево — 4:15,10 Израиль                                                                         |  |  |  |
|                                | | | |  |  |  |
| Эстафета 4×100 м вольный стиль | Россия — 3:12,46 CR · Евгений Лагунов · Андрей Гречин · Никита Лобинцев · Данила Изотов · Александр Сухоруков* · Сергей Фесиков*  | Франция — 3:13,29 · Фабьян Жило · Янник Аньель · Вильям Мейнар · Ален Бернар                                                                                         | Швеция — 3:15,07 · Стефан Нюстранд · Ларс Фрёландер · Робин Андреассон · Юнас Перссон               |  |  |  |
| Эстафета 4×200 м вольный стиль | Россия — 7:06,71 CR · Александр Сухоруков · Сергей Перунин · Никита Лобинцев · Данила Изотов · Михаил Полищук* · Евгений Лагунов* | Германия — 7:08,13 · Пауль Бидерман · Тим Вальбургер · Робин Бакхаус · Клеменс Рапп                                                                                  | Франция — 7:09,70 · Янник Аньель · Клеман Лефер · Анттон Арамбуре · Жереми Стравьюс                 |  |  |  |
| Комбиниров. эстафета 4×100 м   | Франция — 3:31,32 · Камиль Лакур · Юг Дюбоск · Фредерик Буске · Фабьян Жило                                                       | Россия — 3:33,29 · Станислав Донец · Роман Слуднов · Евгений Коротышкин · Евгений Лагунов · Виталий Борисов* · Григорий Фалько* · Николай Скворцов* · Андрей Гречин* | Нидерланды — 3:33,99 · Ник Дриберген · Леннарт Стекеленбург · Йоэри Верлинден · Себастиан Версхюрен |  |  |  |

* — участники предварительных заплывов

### Женщины
| Дисциплина                     | Золото                                                                                  | Серебро                                                                                       | Бронза                                                                                       |  |  |  |
| 50 м вольный стиль             | Терезе Альсхаммар — 24,45 Швеция                                                        | Хинкелин Шрёдер — 24,66 Нидерланды                                                            | Франческа Холсолл — 24,67 Великобритания                                                     |  |  |  |
| 100 м вольный стиль            | Франческа Холсолл — 53,58 Великобритания                                                | Александра Герасименя — 53,82 Беларусь                                                        | Фемке Хемскерк — 54,12 Нидерланды                                                            |  |  |  |
| 200 м вольный стиль            | Федерика Пеллегрини — 1:55,45 CR Италия                                                 | Зильке Липпок — 1:56,98 Германия                                                              | Агнеш Мутина — 1:57,12 Венгрия                                                               |  |  |  |
| 400 м вольный стиль            | Ребекка Эдлингтон — 4:04,55 Великобритания                                              | Офели Сирьель Этьен — 4:05,40 Франция                                                         | Лотте Фрийс — 4:07,10 Дания                                                                  |  |  |  |
| 800 м вольный стиль            | Лотте Фрийс — 8:23,27 Дания                                                             | Офели Сирьель Этьен — 8:24,00 Франция                                                         | Федерика Пеллегрини — 8:24,99 Италия                                                         |  |  |  |
| 1500 м вольный стиль           | Лотте Фрийс — 15:59,13 Дания                                                            | Грэйнн Мёрфи — 16:02,29 Ирландия                                                              | Эрика Вильяэсиха — 16:05,08 Испания                                                          |  |  |  |
|                                |                                                                                         |                                                                                               |                                                                                              |  |  |  |
| 50 м на спине                  | Александра Герасименя — 27,64 Беларусь                                                  | Даниэла Самульски — 27,99 Германия                                                            | Мерседес Перис Мингет — 28,01 Испания                                                        |  |  |  |
| 100 м на спине                 | Джемма Споффорт — 59,80 Великобритания                                                  | Элизабет Симмондс — 1:00,19 Великобритания                                                    | Йенни Менсинг — 1:00,72 Германия                                                             |  |  |  |
| 200 м на спине                 | Элизабет Симмондс — 2:07,04 Великобритания                                              | Джемма Споффорт — 2:08,25 Великобритания                                                      | Дуане да Роча Марке — 2:10,46 Испания                                                        |  |  |  |
|                                |                                                                                         |                                                                                               |                                                                                              |  |  |  |
| 50 м брасс                     | Юлия Ефимова — 30,29 CR Россия                                                          | Кейт Хэйвуд — 31,12 Великобритания                                                            | Йенни Юханссон — 31,24 Швеция                                                                |  |  |  |
| 100 м брасс                    | Юлия Ефимова — 1:06,32 Россия                                                           | Рикке Мёллер Педерсен — 1:07,36 Дания Йенни Юханссон — 1:07,36 Швеция                         | не присуждалась                                                                              |  |  |  |
| 200 м брасс                    | Анастасия Чаун — 2.23,50 CR Россия                                                      | Сара Норденстам — 2.24,42 Норвегия                                                            | Рикке Мёллер Педерсен — 2.24,99 Дания                                                        |  |  |  |
|                                |                                                                                         |                                                                                               |                                                                                              |  |  |  |
| 50 м баттерфляй                | Терезе Альсхаммар — 25,63 Швеция                                                        | Жанетт Оттесен — 25,69 Дания                                                                  | Мелани Эник — 26,09 Франция                                                                  |  |  |  |
| 100 м баттерфляй               | Сара Шёстрём — 57,32 Швеция                                                             | Франческа Холсолл — 57,40 Великобритания                                                      | Терезе Альсхаммар — 57,80 Швеция                                                             |  |  |  |
| 200 м баттерфляй               | Катинка Хошсу — 2:06,71 Венгрия                                                         | Жужанна Якабош — 2:07,06 Венгрия                                                              | Эллен Ганди — 2:07,54 Великобритания                                                         |  |  |  |
|                                |                                                                                         |                                                                                               |                                                                                              |  |  |  |
| 200 м комплекс                 | Катинка Хошсу — 2:10,09 CR Венгрия                                                      | Эвелин Веррасто — 2:10,10 Венгрия                                                             | Ханна Майли — 2:10,89 Великобритания                                                         |  |  |  |
| 400 м комплекс                 | Ханна Майли — 4:33,09 CR Великобритания                                                 | Катинка Хошсу — 4:36,43 Венгрия                                                               | Жужанна Якабош — 4:37,92 Венгрия                                                             |  |  |  |
|                                |                                                                                         |                                                                                               |                                                                                              |  |  |  |
| Эстафета 4×100 м вольный стиль | Германия — 3:37,72 · Даниэла Самульски · Зильке Липпок · Лиза Виттинг · Даниела Шрайбер | Великобритания — 3:38,57 · Эми Смит · Франческа Холсолл · Джессика Сильвестр · Джоанн Джексон | Швеция — 3:38,81 · Йозефин Лильхаге · Терезе Альсхаммар · Сара Шёстрём · Габриэлла Фагундес  |  |  |  |
| Эстафета 4×200 м вольный стиль | Венгрия — 7:52,49 · Агнеш Мутина · Эстер Дара · Катинка Хошсу · Эвелин Веррасто         | Франция — 7:52,69 · Корали Балми · Офели Сирьель Этьен · Марго Фаррелль · Камиль Мюффа        | Великобритания — 7:55,29 · Ребекка Эдлингтон · Джазмин Карлин · Ханна Майли · Джоанн Джексон |  |  |  |
| Комбиниров. эстафета 4×100 м   | Великобритания — 3:59,72 · Джемма Споффорт · Кейт Хэйвуд · Франческа Холсолл · Эми Смит | Швеция — 4:01,18 · Хенриэтте Стенквист · Йолин Хёстман · Терезе Альсхаммар · Сара Шёстрём     | Германия — 4:03,22 · Йенни Менсинг · Каролин Рухнау · Даниэла Самульски · Зильке Липпок      |  |  |  |

## Плавание на открытой воде

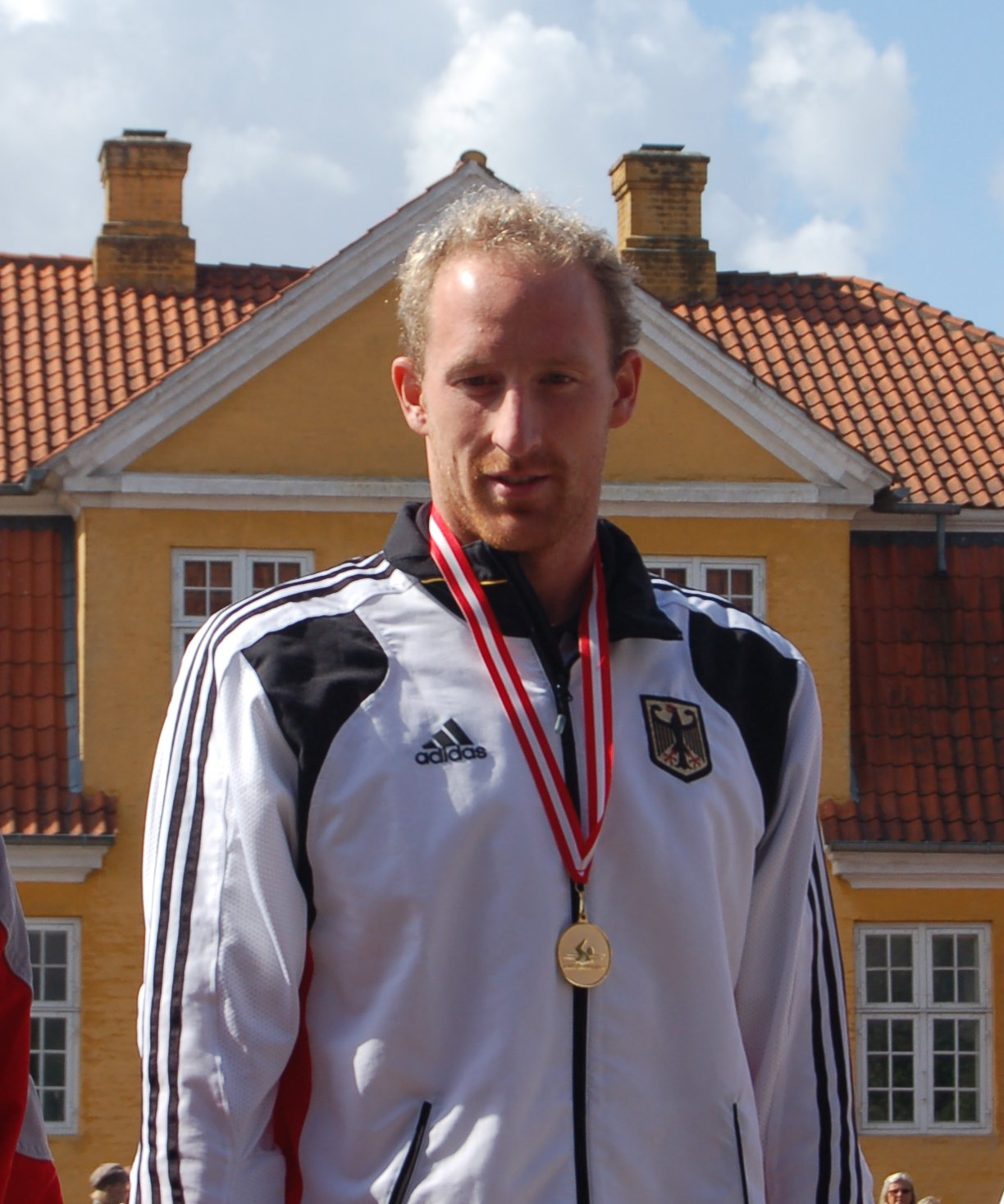
Томас Лурц — золото на 10 км (фото 2009 года)

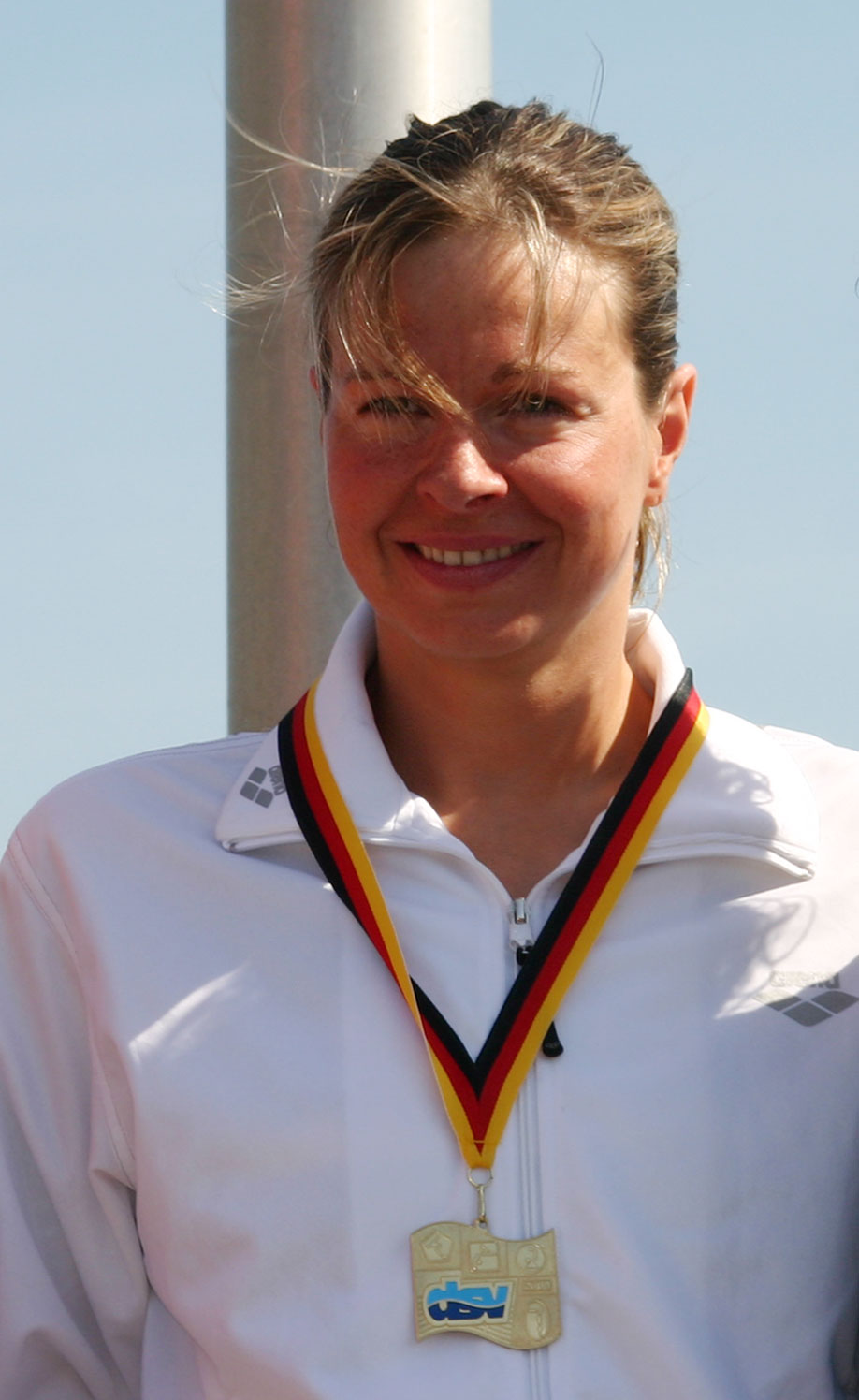
Ангела Маурер — бронза на 10 км и серебро на 25 км (фото 2009 года)

### Мужчины
| Дисциплина | Золото                           | Серебро                             | Бронза                                                               |
| 5 км       | Лука Феретти — 58:43,4 Италия    | Симоне Эрколи — 59:00,5 Италия      | Симоне Руффини — 59:15,41 Италия Спиридон Янниотис — 59:15,41 Греция |
| 10 км      | Томас Лурц — 1:54:22,5 Германия  | Валерио Клери — 1:54:25,8 Италия    | Евгений Дратцев — 1:54:26,6 Россия                                   |
| 25 км      | Валерио Клери — 5:16:38,3 Италия | Бертран Вантюри — 5:16:54,7 Франция | Жоан Эдель — 5:16:57,6 Франция                                       |

### Женщины
| Дисциплина | Золото                                    | Серебро                             | Бронза                               |
| 5 км       | Екатерина Селивёрстова — 1:02:34,7 Россия | Каллиопи Араузу — 1:02:37,3 Греция  | Марианна Лимперта — 1:02:41,3 Греция |
| 10 км      | Линси Хейстер — 2:01:06,7 Нидерланды      | Джорджа Консильо — 2:01:07,6 Италия | Ангела Маурер — 2:01:08,2 Германия   |
| 25 км      | Ольга Береснева — 5:48:10,2 Украина       | Ангела Маурер — 5:48:10,3 Германия  | Мартина Гримальди — 5:48:30,8 Италия |

### Смешанные виды
| Дисциплина     | Золото                                                                   | Серебро                                                          | Бронза                                                                   |
| 5 км — команды | Греция — 59:03 · Каллиопи Араузу · Антониос Фокаидис · Спиридон Янниотис | Италия — 59:55,6 · Ракеле Бруни · Симоне Эрколи · Симоне Руффини | Россия — 59:59,5 · Сергей Большаков · Анна Гусева · Даниил Серебренников |

## Прыжки в воду

### Мужчины
| Дисциплина                       | Золото                                           | Серебро                                          | Бронза                                               |  |  |  |
| Трамплин 1 м                     | Илья Кваша — 433,90 Украина                      | Патрик Хаусдинг — 430,25 Германия                | Хавьер Ильяна — 414,35 Испания                       |  |  |  |
| Трамплин 3 м                     | Патрик Хаусдинг — 463,20 Германия                | Илья Захаров — 458,15 Россия                     | Евгений Кузнецов — 455,80 Россия                     |  |  |  |
| Вышка 10 м                       | Саша Кляйн — 534,85 Германия                     | Патрик Хаусдинг — 516,45 Германия                | Вадим Каптюр — 515,80 Беларусь                       |  |  |  |
|                                  |                                                  |                                                  |                                                      |  |  |  |
| Трамплин 3 м — синхронные прыжки | Украина — 431,67 · Илья Кваша · Алексей Пригоров | Германия — 427,95 · Патрик Хаусдинг · Штефан Фек | Россия — 410,43 · Дмитрий Саутин · Юрий Кунаков      |  |  |  |
| Вышка 10 м — синхронные прыжки   | Германия — 478,11 · Патрик Хаусдинг · Саша Кляйн | Россия — 466,95 · Илья Захаров · Виктор Минибаев | Беларусь — 426,03 · Тимофей Гордейчик · Вадим Каптюр |  |  |  |

### Женщины
| Дисциплина                       | Золото                                              | Серебро                                              | Бронза                                                      |  |  |  |
| Трамплин 1 м                     | Таня Каньотто — 299,70 Италия                       | Анна Линдберг — 293,70 Швеция                        | Анастасия Позднякова — 282,65 Россия                        |  |  |  |
| Трамплин 3 м                     | Надежда Бажина — 324,10 Россия                      | Анастасия Позднякова — 316,40 Россия                 | Нора Барта — 291,75 Венгрия                                 |  |  |  |
| Вышка 10 м                       | Кристин Штойер — 354,50 Германия                    | Ноэми Батки — 343,80 Италия                          | Юлия Колтунова — 340,45 Россия                              |  |  |  |
|                                  |                                                     |                                                      |                                                             |  |  |  |
| Трамплин 3 м — синхронные прыжки | Италия — 327,90 · Таня Каньотто · Франческа Даллапе | Украина — 312,00 · Алёна Фёдорова · Анна Письменская | Россия — 307,50 · Анастасия Позднякова · Светлана Филиппова |  |  |  |
| Вышка 10 м — синхронные прыжки   | Германия — 319,68 · Кристин Штойер · Нора Субшински | Украина — 306,30 · Юлия Прокопчук · Алина Чапленко   | Великобритания — 300,66 · Моника Глэддинг · Меган Сильвестр |  |  |  |

## Синхронное плавание
| Дисциплина | Золото | Серебро | Бронза |
| Соло       | Наталья Ищенко — 98,900 Россия | Андреа Фуэнтес — 96,600 Испания | Лолита Ананасова — 93,000 Украина |
| Дуэты      | Россия — 98,700 · Наталья Ищенко · Светлана Ромашина | Испания — 96,700 · Она Карбонелл · Андреа Фуэнтес | Украина — 93,400 · Ксения Сидоренко · Дарья Юшко |
| Группа     | Россия — 99,000 · Наталья Ищенко · Светлана Ромашина · Эльвира Хасянова · Дарья Коробова · Александра Пацкевич · Алла Шишкина · Анжелика Тиманина · Александра Зуева                                     | Испания — 96,900 · Клара Басиана · Альба Мария Кабельо · Она Карбонелл · Маргалида Креспи · Андреа Фуэнтес · Таис Энрикес · Паула Кламбург · Кристина Сальвадор                                    | Украина — 92,800 · Лолита Ананасова · Ксения Сидоренко · Анна Волошина · Екатерина Садурская · Инга Гиллер · Юлия Марьянко · Елена Гречихина · Александра Сабада                                 |
| Комбинация | Россия — 98,300 · Анастасия Ермакова · Наталья Ищенко · Эльвира Хасянова · Дарья Коробова · Ольга Кужела · Александра Пацкевич · Алла Шишкина · Светлана Ромашина · Анжелика Тиманина · Александра Зуева | Испания — 97,000 · Клара Басиана · Альба Мария Кабельо · Она Карбонелл · Маргалида Креспи · Андреа Фуэнтес · Таис Энрикес · Паула Кламбург · Кристина Сальвадор · Ирен Монтруччио · Ирина Родригес | Украина — 94,100 · Лолита Ананасова · Ксения Сидоренко · Анна Волошина · Екатерина Садурская · Инга Гиллер · Юлия Марьянко · Елена Гречихина · Александра Сабада · Дарья Юшко · Ольга Кондрашова |